# Lijst van XMPP-clients
Dit is een lijst van XMPP-clients.

## Clients die enkel XMPP ondersteunen

### Vrij
| Naam                     | Platform(en)                          | Link                                                                                     |  | Commentaar                   |
| ------------------------ | ------------------------------------- | ---------------------------------------------------------------------------------------- |  | ---------------------------- |
| Bombus                   | J2ME/MIDP 2.0                         | https://web.archive.org/web/20070320033104/http://bombus-im.org/                         |  | Wordt niet verder ontwikkeld |
| Bombusmod                | J2ME/MIDP 2.0                         |                                                                                          |  |                              |
| BuddySpace               | Java                                  | Gearchiveerde website                                                                    |  |                              |
| cabber                   | Multiplatform                         | https://cabber.sourceforge.net/                                                          |  | verouderd                    |
| CJC                      | Linux/Unix                            | https://web.archive.org/web/20160422020443/http://cjc.jajcus.net/                        |  |                              |
| Conversations            | Android                               | https://github.com/siacs/Conversations                                                   |  |                              |
| Coccinella               | Multiplatform                         | coccinella.im (gearchiveerd)                                                             |  | Wordt niet verder ontwikkeld |
| Desyr Messenger          | Windows                               | Gearchiveerde website                                                                    |  | Wordt niet verder ontwikkeld |
| Exodus                   | Windows                               | http://code.google.com/p/exodus/                                                         |  |                              |
| FireFloo                 | Multiplatform / Windows               | https://firefloo.sf.net/                                                                 |  | Wordt niet actief ontwikkeld |
| Freetalk                 | Linux/Unix                            | http://www.gnu.org/software/freetalk/                                                    |  | Wordt niet actief ontwikkeld |
| Gabber                   | Linux/Unix                            | https://gabber.sourceforge.net/                                                          |  | Wordt niet verder ontwikkeld |
| Gajim                    | Windows, Linux en BSD                 | http://www.gajim.org/                                                                    |  |                              |
| Gnome Jabber             | Linux/Unix                            | https://gnome-jabber.sourceforge.net/                                                    |  | Verouderd                    |
| GOIM                     | Multiplatform (focus ligt op Windows) | http://goim.sphene.net/                                                                  |  |                              |
| Gossip                   | Linux/Unix                            | https://web.archive.org/web/20100315051318/http://live.gnome.org/Gossip/                 |  | Stopgezet                    |
| GreenThumb               | Java                                  | Gearchiveerde website                                                                    |  | Stopgezet                    |
| gYaber                   | Windows                               | https://web.archive.org/web/20140714173806/http://www.pecesama.net/opensource/gyaber.php |  | Stopgezet                    |
| IMCom                    | Multiplatform                         | SourceForge                                                                              |  |                              |
| Importal                 | Multiplatform                         | Gearchiveerde website                                                                    |  |                              |
| IRSIM                    | Multiplatform                         | https://sourceforge.net/projects/irsim                                                   |  |                              |
| irssi-jabber             | Linux/Unix                            |                                                                                          |  | Stopgezet                    |
| irsii-xmpp               | Linux/Unix                            | https://github.com/cdidier/irssi-xmpp                                                    |  |                              |
| Iruka                    | Multiplatform                         | http://www.nongnu.org/iruka/                                                             |  | verouderd                    |
| jabber.el                | Emacs-Lisp                            | https://emacs-jabber.sourceforge.net/                                                    |  |                              |
| JabberApplet             | Multiplatform                         | https://sourceforge.net/projects/jabberapplet/                                           |  |                              |
| JabberFoX                | OS X                                  | https://jabberfox.sourceforge.net/                                                       |  |                              |
| Jabbernaut               | Mac OS 9                              | https://jabbernaut.sourceforge.net/                                                      |  | Verouderd                    |
| Jabberwocky              | Amiga                                 | https://jabberwocky.amigaworld.de/                                                       |  |                              |
| Jabberzilla              | Multiplatform                         | Gearchiveerde website                                                                    |  |                              |
| Jabber Mix Client        | MIDP 1.0/2.0                          | https://jabbermixclient.sourceforge.net/                                                 |  |                              |
| Jabber WindowGram Client | Multiplatform                         | https://web.archive.org/web/20090303133721/http://jwgc.blathersource.org/                |  |                              |
| Jabbin                   | Multiplatform                         | https://sourceforge.net/projects/jabbin/                                                 |  |                              |
| JBother                  | Java                                  | https://jbother.org/                                                                     |  |                              |
| Jeti                     | Java                                  | https://jeti.sourceforge.net/                                                            |  |                              |
| Jeti/2                   | Java/eComStation/OS/2                 | Gearchiveerde website                                                                    |  |                              |
| JWGC                     | Linux/Unix                            | https://web.archive.org/web/20090303133721/http://jwgc.blathersource.org/                |  |                              |
| JWChat                   | JavaScript                            | https://web.archive.org/web/20051028041112/http://jwchat.sourceforge.net/                |  |                              |
| kf                       | Linux/Unix                            | Gearchiveerde website                                                                    |  |                              |
| Laffer                   | Multiplatform                         | Gearchiveerde website                                                                    |  |                              |
| LinQ                     | Linux/Windows                         | https://linq.sourceforge.net/                                                            |  |                              |
| LiveJabber               | Ajax                                  | Gearchiveerde website                                                                    |  |                              |
| Mango                    | Multiplatform                         | Gearchiveerde website                                                                    |  |                              |
| MCabber                  | Multiplatform                         | http://www.lilotux.net/~mikael/mcabber/                                                  |  | gebaseerd op cabber          |
| MGTalk                   | MIDlet                                | https://mgtalk.sourceforge.net/                                                          |  |                              |
| mobber                   | MIDP 1.0                              | Gearchiveerde website                                                                    |  |                              |
| moJab                    | J2ME/MIDP                             | https://mojab.sf.net/                                                                    |  |                              |
| Nostromo                 | Windows                               | Gearchiveerde website                                                                    |  |                              |
| OneTeam                  | Multiplatform                         | https://web.archive.org/web/20070207045210/http://www.process-one.net/en/oneteam/        |  |                              |
| Piorun                   | Linux                                 | xmpp wiki                                                                                |  |                              |
| Psi                      | Multiplatform                         | http://psi-im.org/                                                                       |  |                              |
| SamePlace                | Multiplatform                         | http://sameplace.cc/                                                                     |  |                              |
| sendxmpp                 | Linux/Unix                            | https://web.archive.org/web/20070111094903/http://sendxmpp.platon.sk/                    |  |                              |
| sjabber                  | Multiplatform                         |                                                                                          |  | verouderd                    |
| Spark                    | Multiplatform                         | http://www.igniterealtime.org/projects/spark/                                            |  |                              |
| Tapioca                  |                                       | Gearchiveerde website                                                                    |  |                              |
| Tkabber                  | Multiplatform                         | https://web.archive.org/web/20230830054802/https://tkabber.jabber.ru/                    |  |                              |
| WebJabber                | Java                                  | https://web.archive.org/web/20061107054715/http://www.webjabber.net/                     |  |                              |
| Whisper IM               | Java                                  | Gearchiveerde website                                                                    |  |                              |
| wija                     | Java                                  | https://web.archive.org/web/20051124142612/http://www.media-art-online.org/wija/         |  |                              |
| wxSkabber                | Windows                               |                                                                                          |  | bestaat niet meer            |
| xeus                     | Windows                               | http://code.google.com/p/xeus/                                                           |  |                              |
| XIFFIAN                  | Multiplatform                         | https://xiffian.sourceforge.net/                                                         |  |                              |
| Xabber                   | Multiplatform                         | https://www.xabber.com                                                                   |  |                              |

### Freeware
| Naam                  | Platform(en)                | Link                                                                                    | Commentaar           |
| --------------------- | --------------------------- | --------------------------------------------------------------------------------------- | -------------------- |
| Colibry IM            | J2ME/MIDP                   | Gearchiveerde website                                                                   |                      |
| EntreatCE             | WinCE                       | Gearchiveerde website                                                                   |                      |
| GCN                   | Windows                     | http://www.gcn.cx/                                                                      |                      |
| Google Talk           | Windows                     | http://www.google.com/talk/                                                             | gestopt in 2017      |
| GoTalkMobile          | J2ME/MIDP 1.0/2.0           | https://web.archive.org/web/20190503140527/http://www.gotalkmobile.com/                 |                      |
| Gush                  | Multiplatform (Adobe Flash) |                                                                                         | bestaat niet meer    |
| IR-Jabber             | Windows                     | http://www.ircap.net/                                                                   |                      |
| JAJC                  | Windows                     | http://jajc.jrudevels.org/                                                              |                      |
| Jabbear               | Windows WEB Based           | http://www.jabbear.com/                                                                 |                      |
| Kava                  | Windows                     |                                                                                         | bestaat niet meer    |
| NEOSmt                | Windows                     | https://web.archive.org/web/20061105180518/http://www.neosmt.com/                       |                      |
| Pandion               | Windows                     | http://www.pandion.im/                                                                  |                      |
| PAPLA INSTANT         | J2ME/Windows                | Gearchiveerde website                                                                   |                      |
| SkyMessager           | Windows                     | https://web.archive.org/web/20130213220906/http://www.skyrock.com/messager/             |                      |
| SoapBox Communicator  | Windows/Windows Mobile      | Gearchiveerde website                                                                   |                      |
| Spik                  | Windows                     | http://spik.wp.pl                                                                       | oude naam: wpkontakt |
| TipicIM               | Windows                     | https://www.tipic.com/                                                                  |                      |
| tkJabber              | Multiplatform               | https://web.archive.org/web/20061230160349/http://www.thekompany.com/projects/tkjabber/ |                      |
| Xabber                | Multiplatform               | https://www.xabber.com                                                                  |                      |
| WannaChat             | Windows                     | https://web.archive.org/web/20070202034832/http://www.wannachat.de/                     |                      |
| Wooden Fish Messenger | Multiplatform               | Gearchiveerde website                                                                   |                      |
| Wippien               | Windows                     | http://wippien.com/                                                                     | Ingebouwde VPN       |
|                       |                             |                                                                                         |                      |

### Propriëtair
| Naam                      | Platform(en)              | Link                                                                                           | Commentaar    |
| ------------------------- | ------------------------- | ---------------------------------------------------------------------------------------------- | ------------- |
| Akeni Jabber Client       | Multiplatform             | http://www.akeni.com/                                                                          |               |
| BellSouth Messenger       | Windows                   | https://web.archive.org/web/20080820070634/http://messenger.bellsouth.net/                     |               |
| Chatterbox                | Web-JavaScript en Windows | https://www.clientside.co.uk/                                                                  |               |
| Chatopus                  | PalmOS                    | http://www.chatopus.com/                                                                       |               |
| Global Relay Messenger    | Windows                   | https://web.archive.org/web/20061215180021/http://www.globalrelay.com/jabber.aspx              |               |
| imov Messenger Enterprise | Windows CE/Windows Mobile | https://web.archive.org/web/20070112104643/http://www.movsoftware.com/products/imov/imov.htm   |               |
| Jabber for BeOS           | BeOS                      | https://web.archive.org/web/20070110104248/http://www.bebits.com/app/1866                      |               |
| Jabber Messenger          | Windows                   | https://web.archive.org/web/20100420031337/http://www.jabber.com/                              |               |
| Leaf Messenger            | Windows                   | https://web.archive.org/web/20070208054455/http://www.triplesoftware.nl/products/LeafMessenger | vroeger: TSIM |
| MessageMate               | Windows                   | Gearchiveerde website                                                                          |               |
| myJabber                  | Windows                   | https://web.archive.org/web/20070202030705/http://www.myjabber.org/content/view/4/16/          |               |
| ngIM                      | Multiplatform             | https://web.archive.org/web/20061230103939/http://www.xmppsolutions.com/page.php?Id=24         |               |
| TipicME / TipicWeb        | J2ME / Java               | Gearchiveerde website                                                                          |               |
| tkJabber Pro              | Multiplatform             | Gearchiveerde website                                                                          |               |
| TransactIM                | Windows                   | https://www.transactim.com/products/messenger/transactmessenger.htm                            |               |
| Vayusphere                | BlackBerry OS             | http://www.vayusphere.com/vayuxmpp.htm                                                         |               |

## Multi-protocol

### Vrij
| Naam                 | Platform(en)           | Link                                                                                         | Commentaar           |
| -------------------- | ---------------------- | -------------------------------------------------------------------------------------------- | -------------------- |
| Adium                | OS X                   | https://www.adium.im/                                                                        |                      |
| Ayttm                | Linux en Windows       | https://ayttm.sourceforge.net/                                                               |                      |
| BitlBee              | Multiplatform          | https://www.bitlbee.org/                                                                     |                      |
| Centericq            | Multiplatform          | https://web.archive.org/web/20051027021942/http://konst.org.ua/en/centericq/                 |                      |
| EKG2                 | Linux/Unix             | http://ekg2.org/                                                                             |                      |
| Empathy              | Linux                  | https://wiki.gnome.org/Apps/Empathy                                                          |                      |
| Everybuddy           | Linux/Unix             | Gearchiveerde website                                                                        | verouderd            |
| Fire                 | OS X                   | https://fire.sourceforge.net/                                                                |                      |
| Pidgin               | Multiplatform          | http://www.pidgin.im/                                                                        |                      |
| GNU Gadu             | Linux                  | http://www.gnugadu.org/                                                                      |                      |
| imov Messenger Basic | WinCE/Windows Mobile   | https://web.archive.org/web/20140422235836/http://www.movsoftware.com/products/imov/imov.htm |                      |
| Kopete               | Linux/Unix             | https://web.archive.org/web/20080526021942/http://kopete.kde.org/                            |                      |
| Landell              | Linux/Unix             | Gearchiveerde website                                                                        |                      |
| Miranda IM           | Windows                | https://web.archive.org/web/20081109022642/http://www.miranda-im.org/                        |                      |
| Proteus              | OS X                   | https://proteusx.org/                                                                        |                      |
| SIM                  | Multiplatform          | http://www.sim-im.org/index.php?title=Main_Page                                              |                      |
| SIP Communicator     | Multiplatform          |                                                                                              | Opgevolgd door Jitsi |
| Smuxi                | Windows, OS X en Linux | http://www.smuxi.org                                                                         |                      |
| QuteCom              | Multiplatform          | https://web.archive.org/web/20150312173246/http://www.qutecom.org/                           |                      |

### Freeware
| Naam              | Platform(en)                           | Link |
| ----------------- | -------------------------------------- | --- |
| Gizmo5            | Windows, OS X, Linux, Maemo en Symbian | |
| Konnekt           | Windows                                | https://www.konnekt.info/                                                                                   |
| Mercury Messenger | Windows, Mac OS X, Linux en FreeBSD    | https://web.archive.org/web/20130426232247/https://play.google.com/store/apps/details?id=im.mercury.android |

### Propriëtair
| Naam            | Platform(en)                                          | Link | Commentaar                   |
| --------------- | ----------------------------------------------------- | --- | ---------------------------- |
| Agile Messenger | Windows Mobile/Windows CE, Symbian OS, PalmOS en J2ME | https://web.archive.org/web/20060101022537/http://www.agilemobile.com/agile_messenger.html                 | Wordt niet verder ontwikkeld |
| iChat           | Mac OS X 10.4 en hoger                                | https://web.archive.org/web/20101222132729/http://www.apple.com/macosx/what-is-macosx/ichat.html           | Wordt niet verder ontwikkeld |
| IM+             | J2ME/PalmOS/BlackBerry OS/Symbian/WinCE               | https://web.archive.org/web/20070202220932/http://www.shapeservices.com/en/products/details.php?product=im |                              |
| JClaim          | Multiplatform                                         | http://www.itbsllc.com/jclaim/                                                                             |                              |
| Trillian        | Windows                                               | https://www.trillian.im/                                                                                   | Met een plug-in              |